# Pteromalus crassinervis
Pteromalus crassinervis är en stekelart som först beskrevs av Thomson 1878.  Pteromalus crassinervis ingår i släktet Pteromalus och familjen puppglanssteklar. Arten är reproducerande i Sverige. Inga underarter finns listade i Catalogue of Life.